# Morton Grant
Pour les articles homonymes, voir Grant.
Morton Grant est un scénariste américain né le 24 octobre 1903 et décédé le 25 janvier 1980 au Costa Rica.

## Biographie
Selon Michael Barrier, Grant était un scénariste spécialisé dans les séries B de Western (pour Warner Bros.)

## Filmographie
- 1937 : Meurtre à la radio (Love Is on the Air) de Nick Grinde
- 1937 : She Loved a Fireman
- 1938 : Accidents Will Happen de William Clemens
- 1938 : His Exciting Night
- 1939 : The Rookie Cop
- 1939 : Timber Stampede
- 1940 : Stage to Chino (en) d'Edward Killy
- 1940 : Triple Justice (en) de David Howard
- 1940 : Wagon Train (en) d'Edward Killy
- 1940 : The Fargo Kid (en) d'Edward Killy
- 1941 : Along the Rio Grande (en) d'Edward Killy
- 1941 : Robbers of the Range (en) d'Edward Killy
- 1941 : Moonlight in Hawaii (en) de Charles Lamont
- 1941 : Melody Lane de Charles Lamont
- 1941 : Dude Cowboy (en) de David Howard
- 1942 : Riding the Wind (en) d'Edward Killy
- 1942 : Land of the Open Range (en) d'Edward Killy
- 1942 : Les Loups du désert (Westward Ho) de Robert N. Bradbury
- 1942 : Valley of Hunted Men (en) de John English
- 1943 : Santa Fe Scouts (en) d'Howard Bretherton
- 1943 : The Avenging Rider (en) de Sam Nelson
- 1943 : Beyond the Last Frontier (en) d'Howard Bretherton
- 1943 : Bar 20 de Lesley Selander
- 1944 : The Falcon Out West (en) de William Clemens
- 1944 : Swing in the Saddle (en) de Lew Landers
- 1945 : Ten Cents a Dance de Lionel Barrymore
- 1946 : Mélodie du Sud (Song of the South)
- 1948 : Le Chevalier belle-épée (The Gallant Blade) d'Henry Levin
- 1949 : Le Chat sauvage (The Big Cat) de Phil Karlson